# Klepp (przystanek kolejowy)
Klepp – kolejowy przystanek osobowy w Klepp, w regionie Rogaland w Norwegii, jest oddalony od Stavanger o 24,84 km, a od Oslo Sentralstasjon o 573,94 km.

## Ruch pasażerski
Należy do linii Sørlandsbanen. Jest elementem Jærbanen – kolei aglomeracyjnej w Stavanger i obsługuje lokalny ruch między Stavanger, Nærbø i Egersund. Pociągi odjeżdżają co pół godziny do Nærbø i co godzinę do Egersund.

## Obsługa pasażerów
Poczekalnia, parking na 60 miejsc, parking rowerowy, przystanek autobusowy. Odprawa podróżnych odbywa się w pociągu.